# Panhard & Levassor Type X44
Der Panhard & Levassor Type X44 ist ein Pkw- und Nutzfahrzeugmodell der 1920er Jahre. Hersteller war Panhard & Levassor in Frankreich.

## Beschreibung
Die Fahrzeuge haben einen ventillosen Schiebermotor nach einer Lizenz von Charles Yale Knight. Im Motorcode „SK4C3“ steht das „K“ für Knight und die „4“ für die Anzahl der Zylinder.
Der Vierzylinder-Reihenmotor hat 65 mm Bohrung, 105 mm Hub und 1394 cm³ Hubraum. Er wurde auch 10 CV genannt. Die Leistung des Frontmotors wird über eine Kardanwelle an die Hinterachse übertragen.
Der Radstand beträgt laut einer Quelle einheitlich 272 cm. Davon abweichend sind für 1925 für die normale Ausführung 294 cm und für die Langversion 327 cm angegeben. Außerdem gab es noch eine Sportvariante ohne Maßangaben, die möglicherweise kürzer war.
Bekannt sind die Karosseriebauformen Torpedo, Limousine, Cabriolet und Roadster.
Die Pkw-Produktion lief von März 1924 bis März 1925. Im ersten Jahr wurden 684 Fahrzeuge hergestellt und im zweiten 92. In Summe sind das 776 Fahrzeuge, von denen 182 exportiert wurden.

## Nutzfahrzeuge
Außerdem gab es 1924 eine Nutzfahrzeugvariante mit 500 kg Nutzlast. Hiervon entstanden zwei Fahrzeuge.